# راه‌آهن سراسری ایران

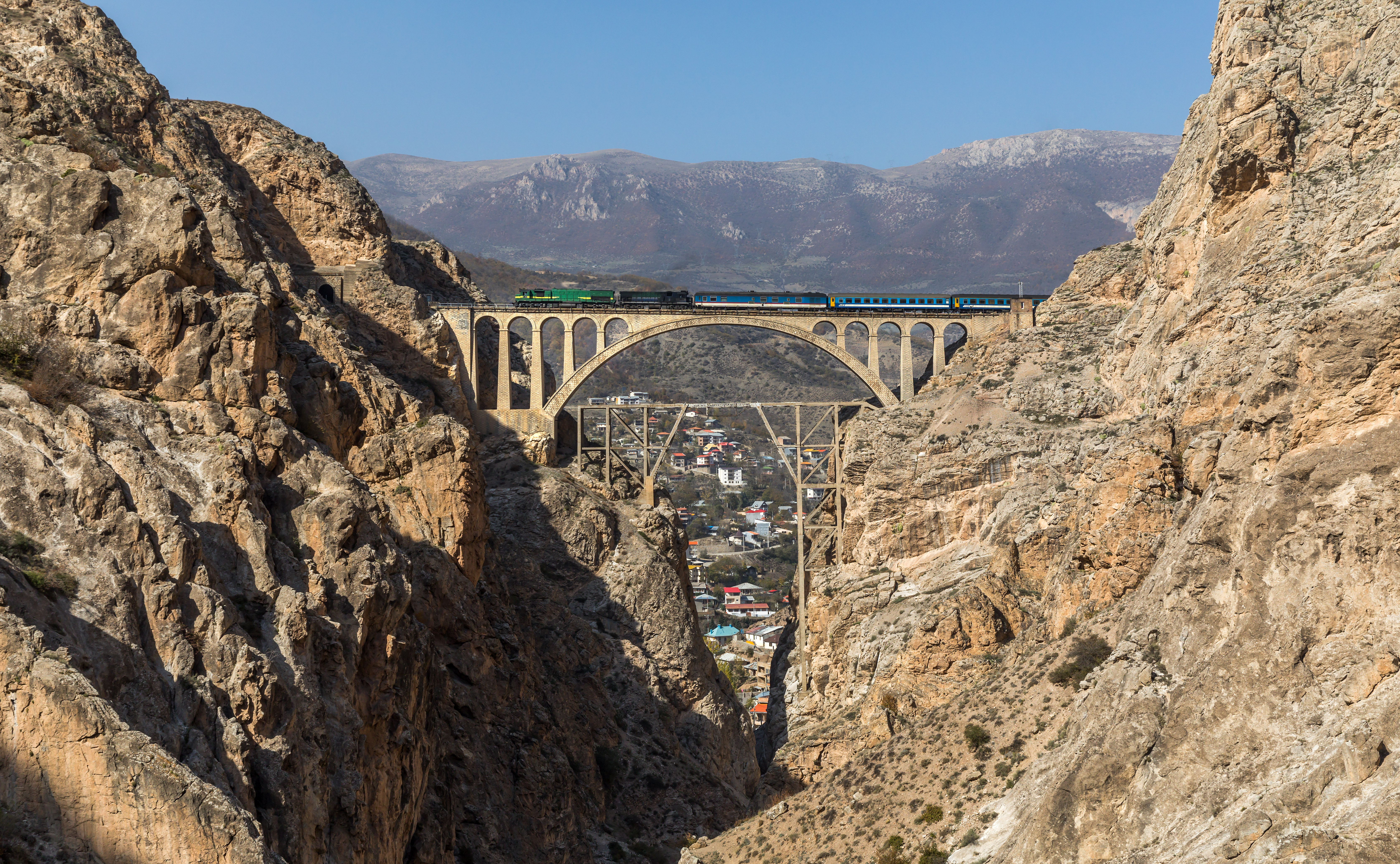
پل ورسک در مسیر راه‌آهن سراسری ایران ساخته شرکت مهندسی دانمارکی «کمپساکس» که توسط مهندسان آلمانی و اتریشی ساخته شده است. این پل نقش مهمی در اشغال ایران توسط متفقین داشت و چرچیل آن را پل پیروزی نامید چون در زمان جنگ جهانی دوم، بریتانیا و ایالات متحده از این راه، جنگ‌افزار، مهمات و موادغذایی برای شوروی ارسال می‌کردند

راه‌آهن سراسری ایران، یک راه‌آهن به‌طول ۱۳۹۴ کیلومتر و دارای ۲۳۰ تونل و ۴۱۰۰ پل است که در دوران پادشاهی رضاشاه از ۲۳ مهر ۱۳۰۶ تا ۲۷ مرداد ۱۳۱۷ ساخته شد. این راه‌آهن ۱۰٫۱ میلیارد ریال هزینه داشت و گران‌ترین و بزرگ‌ترین پروژهٔ صنعتی ایران تا به آن روز بود. راه‌آهن سراسری، تهران را از طریق بندرترکمن (بندر شاه پیشین) به دریای خزر و از طریق بندر امام‌خمینی (بندر شاپور پیشین) به خلیج فارس متصل می‌کند. در نشست سوم مرداد ۱۴۰۰ چهل و چهارمین اجلاس کمیته میراث جهانی یونسکو، راه‌آهن سراسری ایران با طول حدود ۱۴۰۰ کیلومتر به‌عنوان بیست و پنجمین میراث فرهنگی ملموس و نخستین میراث صنعتی ایران در فهرست میراث جهانی یونسکو ثبت شد.  سی‌ان‌ان تراول راه‌آهن سراسری ایران را یکی از بزرگترین شاهکارهای مهندسی قرن بیستم می‌داند.

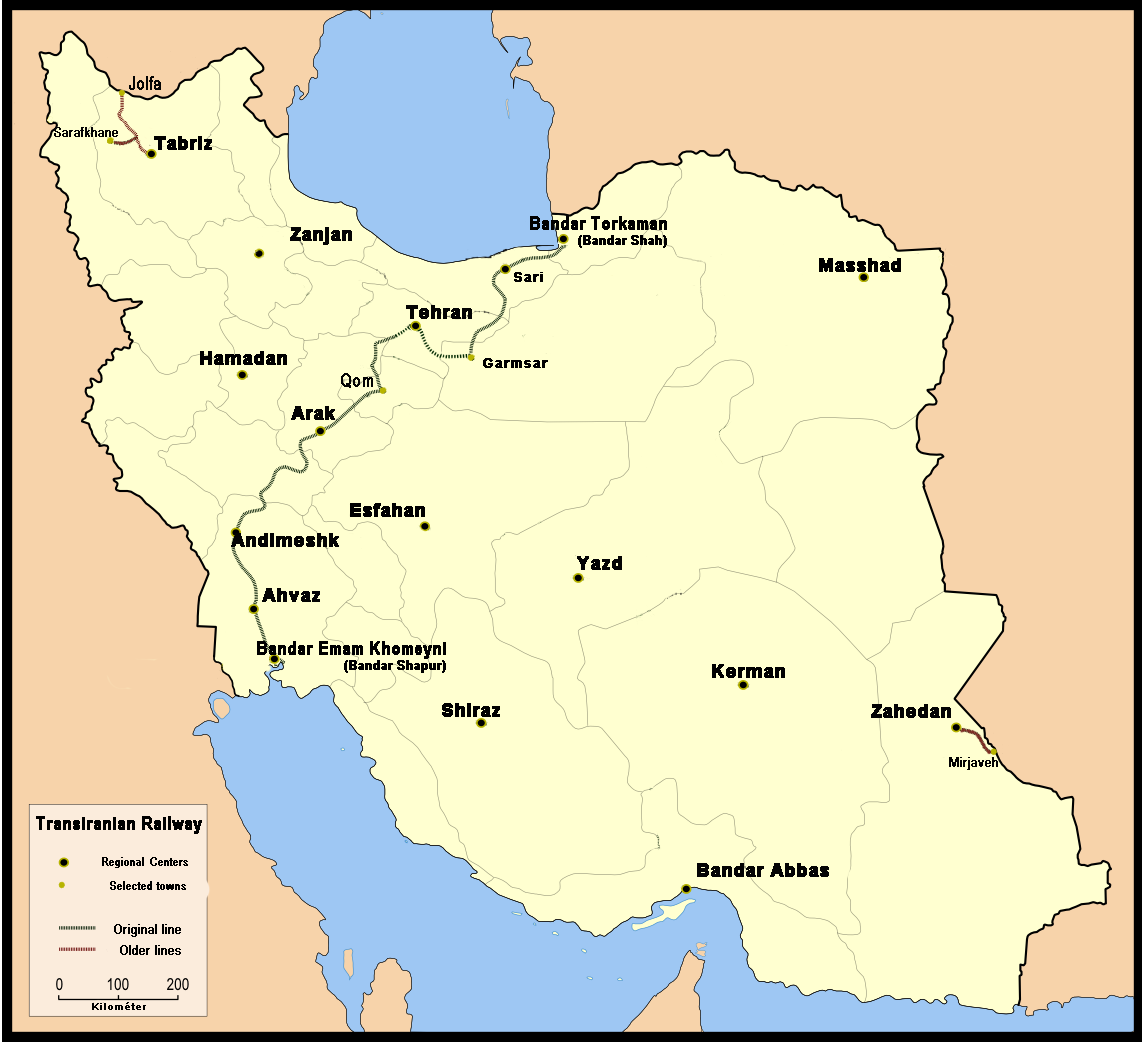
راه‌آهن ایران در سال ۱۹۳۸ میلادی

درحالی‌که کشورهای همسایه ایران: ترکیه در ۱۸۶۰ روسیه در ۱۸۵۱ هندوستان در ۱۸۳۵ و مصر در ۱۸۵۱ صاحب راه‌آهن سراسری شده بودند ایرانیان در ۱۹۲۷ میلادی -۱۳۰۶ شمسی هنوز با حیوانات در کشور تردد می‌کردند که باعث زحمات و عقب افتادگی مضاعف می‌شد. درحالی‌که هشت سال قبل در ۱۹۱۹ نخستین هواپیمای شرکت ای.ا.سی.تی. از لندن به پاریس مسافر حمل می‌کرد اولین پرواز KLM در سال ۱۹۲۰ از لندن به آمستردام انجام گرفت. در سال ۱۹۲۰ شرکت KLM مجموعاً ۴۴۰ مسافر و ۲۲ تن بار جابه‌جا کرده بود. در ۱۹۲۵ KLM پروازهایی را به مقصد آمستردام، روتردام، بروکسل، پاریس، لندن، برمن، کپنهاک و مالمو انجام می‌داد. تا زمان رضاشاه روزنامه نگاران ایرانی هزاران مقاله راجع به لزوم ایجاد راه‌آهن سراسری نوشته بودند ولی عمل جدی انجام نشده بود.
برای درک اندازه این پروژه کافیست مقایسه کنیم که شرکت «وت‌ب پروئکت» روسیه در سال ۱۴۰۲ ش ۲۰۲۳ میلادی برای تکمیل قطعه ۱۶۲ کیلومتری راه‌آهن رشت-آستارا با ایران موافقت کرد و مدت اجرای آن را ۶ سال بین سالهای ۲۰۲۶ تا ۲۰۳۲ تخمین زد. با اینحال بعداً منصرف شد. مراحل تصمیم‌گیری و ارتباط با پیمانکار برای راه‌آهن رشت آستارا ۲۴ سال طول کشیده بود.

## ایده تأسیس راه‌آهن سراسری
راه‌آهن به‌عنوان وسیله ترابری عمومی اختراع جرج استیونسن است که نخستین بار در سال ۱۸۲۵ بین دو شهر انگلستان استاکتون- دارلینگتون به راه افتاد. ایده راه‌آهن سراسری از اواسط دوران قاجار مطرح شده بود. تا زمان رضاشاه بیش از نیم قرن ایرانیانی مانند یوسف خان مستشارالدوله، مرتضی قلی‌خان صنیع‌الدوله یا سیدجلال‌الدین کاشانی در این مورد هزاران مقاله نوشته بودند.
از زمان امیرکبیر (حدود ۱۸۴۸ میلادی) دولت در تلاش بود که این فناوری را به دست آورد، اما با سه مشکل مواجه بود. اول اینکه روسیه به دلیل این که نمی‌خواست انگلیسی‌ها توسط راه‌آهن ایران به مرزهای روسیه برسند مخالفت می‌کرد. دوم انگلستان، به این دلیل که ممکن بود روس‌ها نیروهای خود را به خلیج فارس و به مرز هندوستان برسانند، با احداث آن مخالفت می‌کرد. سوم اینکه دولت منابع مالی در اختیار نداشت.
یوسف خان مستشارالدوله در سال ۱۲۴۸ ش ۱۸۶۹م «کتابچهٔ بنفش» را دربارهٔ تأسیس راه‌آهن نوشت. از نظر او مقدمه همه ترقیات کشور راه‌آهن است و با ایجاد آن اوضاع ایران در عرض سه سال به کل منقلب و کشور گلستان خواهد شد. او جزوه دیگری در لزوم کشیدن راه‌آهن تهران به خراسان تهیه کرد و نظر به آسان شدن زیارت توسط راه‌آهن فتوای روحانیان را در آن باره به دست آورد. بعدها این فتوا برای احداث ماشین دودی تهران به شاه عبدالعظیم استفاده شد.
آرزوی سفر با راه‌آهن در کتاب «سیاحت نامه ابراهیم بیک» در اول قرن بیستم نقل شده است. که در آن انتقاد می‌کند که در آن زمان همه کشورها دارای راه‌آهن هستند درحالی‌که ایرانیان هنوز باید با سختی با حیوانات تردد کنند. ناصرالدین شاه در خاطرات هر سه سفرخود به اروپا از راه‌آهن تعریف کرده است. وی به وسیله کارگزاران ایران با افراد بسیاری برای احداث راه‌آهن مذاکره کرد. شخصی ارمنی به نام ساوالان طرح‌هایی را ارایه کرد ولی اجرایی نشد. در دوران مظفرالدین شاه هم احداث خط راه‌آهن مطرح شد.آ.اس. لامینسکی پیشنهادی ارایه داد که خط آهن از میان رودان تا مرز هندوستان کشیده شود و آسیای نزدیک به آسیای دور متصل شود. وی در نشست با میرزا علی اصغر خان اتابک صدر اعظم کشور می‌پرسد: «شما که جاده‌های مناسب برای رفت و آمد کالسکه، درشکه و دلیجان ندارید، پس چرا خط آهن که به نفع ایران است را احداث نمی‌کنید. در این روزگار سفر با قاطر، الاغ و شتر مسخره است. حتی هندوستان، مصر و ترکیه هم راه‌آهن احداث کرده‌اند و آفریقا نیز در حال کشیدن خط راه‌آهن است و همه جای دنیا راه‌آهن دارند». علی اصغرخان می‌گوید: «مردم ایران چندان اهل مسافرت نیستند. اگر راه‌آهن احداث کنیم چاروادارهای ما بیکار شده و علیه ما شورش می‌کنند. غیر از این هم سفر با قاطر باعث طولانی شدن سفرها می‌شود. چون اگر مردم زود به مقصد برسند باقی اوقاتشان را چه خواهند کرد. از طرفی اگر این خط آهن کشیده شود مردم ایران مرده‌هایشان را به کربلا خواهند فرستاد و در این صورت دولت عراق جلوی کار را می‌گیرد چون خواهد گفت خاک ما پر از مردگان ایرانی می‌شود. برای همین ما نمی‌توانیم از راه‌آهن استفاده کنیم.»
در تاریخ ۹ نوامبر ۱۸۹۰ ناصرالدین شاه قاجار پیمانی با روسیه امضا کرد که ایران را از ساخت راه‌آهن تا ده سال بازمی‌داشت. این محدودیت در دسامبر ۱۸۹۹ برابر با شروط وام شصت میلیون فرانکی روسیه تزاری به ایران با دست‌خط مظفرالدین‌شاه برای ده سال دیگر تمدید شد.
ساخت راه‌آهن آرزویی ملی بسیاری از ایرانیان بود و رضاشاه بعد از تاج‌گذاری با جدیت آن را دنبال کرد. با تصویب لایحهٔ راه‌آهن شمال به جنوب توسط مجلس ششم در اسفند ۱۳۰۵، ۱۹۲۷ میلادی مذاکرات دولت با کمپانی‌های بریتانیایی، آلمانی و دانمارکی آغاز شد

## تاریخچه ساخت راه‌آهن در ایران
احداث و بهره‌برداری اولین راه‌آهن در ایران در زمان امیرکبیر به سال ۱۲۲۷ (۱۸۴۸ میلادی) از رشت به بندر پیربازار و بندر انزلی بازمی‌گردد و بقایای این مسیر و یک لکوموتیو بخار در محوطه اداره کل بندرهای استان گیلان هنوز وجود دارد. در دومین اقدام «حاج محمد حسین امین‌الضرب» امتیاز راه‌آهن محمودآباد به تهران از طریق آمل را به دست آورد. این خط دارای یک لکوموتیو و یک واگن باری بود. ‏طی سال ۱۸۸۶ میلادی احداث شد. در سال ۱۸۸۲ میلادی مطابق با سال ۱۲۶۱ شمسی تراموای بین تهران و شاه عبدالعظیم به طول ۸۷۰۰ متر کشیده شد. امتیاز آن را یک مهندس فرانسوی به نام موسیو بواتال به نمایندگی یک شرکت بلژیکی از ناصرالدین شاه گرفت. این وسیله جدید مورد پذیرش مردم تهران واقع نشد در مدت کوتاهی با ورشکست شدن این شرکت بلژیکی، تراموا در تهران به بایگانی تاریخ سپرده شد.
در سال ۱۲۹۷ (۱۹۱۸ میلادی)، راه‌آهن بوشهر تا برازجان به طول ۶۰ کیلومتر توسط انگلستان کشیده شد. در پایان جنگ جهانی اول، انگلستان پیشنهاد فروش این راه‌آهن را به شهرداری بوشهر ارایه کرد که متأسفانه بودجه این شهر تکافوی خرید آن را نکرد و این مسیر توسط سازندگانش جمع‌آوری و به بصره انتقال یافت.
در سال ۱۲۹۱ دولت وقت ایران قرارداد ساخت راه‌آهن جلفا به تبریز و صوفیان به بندر شرفخانه را با بانک استقراضی ایران و روسیه تزاری امضا کرد که در جنگ جهانی اول به بهره‌برداری رسید. مسیر تبریز به جلفا ۱۴۹ کیلومتر است که در سال ۱۲۹۵ به بهره‌برداری رسید. در حال حاضر این مسیر دارای خط قطار برقی است. در سال ۱۲۹۸ دولت انگلیس راه‌آهن میرجاوه ـ زاهدان را احداث کرد که ادامه راه‌آهن هندوستان بود. این خط آهن در سال ۱۲۹۹ افتتاح شد. در دوره پهلوی اول، طرحی برای اتصال این راه‌آهن از مسیر بیرجند به مشهد در دست بررسی بود.

## مقایسه با کشورهای دیگر

### ترکیه
خط آهن در عثمانی از سال ۱۸۶۰ میلادی شروع شد و تا سال ۱۹۱۲ میلادی (۱۲۹۱ شمسی) بیش از ۷۰۰ کیلومتر راه‌آهن در عثمانی وجود داشت.

### روسیه
دپارتمان راه‌آهن روسیه در سال ۱۸۴۲ ایجاد شد. اولین راه‌آهن سراسری سن پترزبورگ و مسکو را به هم متصل می‌کرد و بین سال‌های ۱۸۴۲ و ۱۸۵۱ ساخته شد. گیج آن ۱۵۲۴ میلی‌متر (۵ فوت) بود و این گیج استاندارد روسیه شد. از سال ۱۸۵۳ تا ۱۸۶۲، خطی از سن پترزبورگ به ورشو ساخته شد و بدین ترتیب با اروپای غربی ارتباط برقرار کرد. تا سال ۱۹۱۷ میلادی طول راه أهن روسیه به بیش از ۵۰ هزار مایل رسیده بود.

### مصر
در سال ۱۸۵۱ عباس اول با رابرت استفنسون قراردادی برای ساخت اولین خط آهن استاندارد مصر بست. اولین بخش، بین اسکندریه و کفر الزیات در شاخه نیل در سال ۱۸۵۴ افتتاح شد. این اولین راه‌آهن در امپراتوری عثمانی و همچنین آفریقا و خاورمیانه بود. در همان سال عباس درگذشت و سعید پاشا جانشین او شد، که در سلطنت او بخش بین کفرالزیات و قاهره در سال ۱۸۵۶ تکمیل شد و سپس در سال ۱۸۵۸ از قاهره به سوئز گسترش یافت. این اولین ارتباط حمل و نقل مدرن بین مدیترانه و اقیانوس هند را تکمیل کرد.

### هندوستان
در سال ۱۸۳۲ پیشنهاد ساخت اولین خط راه‌آهن هند ارائه شد. در سال ۱۸۳۵، خط راه‌آهن بین رد هیلز و چینتادریپت در مدرس ساخته شد و در سال ۱۸۳۷ عملیاتی شد. شرکت راه‌آهن مدرس در سال ۱۸۴۵ تأسیس شد و شرکت راه‌آهن شبه قاره هند در سال ۱۸۴۹ تأسیس شد.

## لایحهٔ راه‌آهن سراسری ایران
آغاز احداث راه‌آهن ایران در سال ۱۳۰۵ هجری خورشیدی به‌تصویب رسید. در چهارم اسفند ۱۳۰۵، لایحهٔ تأسیس راه‌آهن سراسری ایران به‌تصویب نمایندگان دوره ششم مجلس شورای ملی رسید و یک سال پس از آن، احداث این مسیر ۱۳۹۴ کیلومتری آغاز شد.
بودجهٔ ساخت راه‌آهن تماماً با سرمایهٔ داخلی به پیشنهاد صنیع‌الدوله، رئیس مجلس با صرف هزینه‌های حاصله از انحصار تجارت قند و چای تأمین شد. و ۹۰٪ کارکنان آن ایرانی بودند که در رشد صنعتی کشور و تربیت کارگران فنی تأثیرگذار بود.
ساخت راه‌آهن در ۲۳ مهر ۱۳۰۶ آغاز شد و در ۲۷ مرداد ۱۳۱۷ به پایان رسید. در مجموع ۱۰٫۱ میلیارد ریال هزینه دربرداشت و در نتیجه به گران‌ترین و بزرگ‌ترین پروژهٔ صنعتی تاریخ ایران تا به آن روز تبدیل شد. این پروژه بدون انتقاد هم نبود؛ آرتور میلسپو، مشاور مالی آمریکایی ایران، اعتقاد داشت با در نظر گرفتن عدم پیوند شهرهای تجاری مهم ایران به وسیلهٔ راه‌آهن، این پروژه از نظر مالی به صرفه نخواهد بود.

## انتخاب مسیر راه‌آهن (شرقی -غربی یا شمالی -جنوبی)
محمد مصدق در مجلس پنجم و ششم مسیر شمالی-جنوبی راه‌آهن را دارای کاربرد نظامی برای انگلستان (برای حمله به شوروی) و بدون توجیه اقتصادی از نظر بازگشت سرمایه می‌دانست و معتقد بود بهتر است ابتدا یک کارخانه قند ساخته شود تا از ۲۲ میلیون تومان معادل خروج ارز سالانه جلوگیری شود و سپس از سود حاصله یک راه‌آهن شرقی-غربی ساخته شود تا از طریق جابجایی کالاهای بین‌المللی ظرفیت خود را تکمیل کرده و توجیه اقتصادی داشته باشد. وی با مطالعه درآمد سه ساله راه‌آهن جلفا-تبریز که پیش‌تر احداث شده بود، دید که درآمد آن از ترابری کشوری به‌اندازه‌ای کم است که بازگشت سرمایه اولیه آن قرن‌ها طول می‌کشد. آرتور میلسپو، مشاور مالی آمریکایی ایران، اعتقاد داشت با در نظر گرفتن عدم پیوند شهرهای تجاری مهم ایران به وسیلهٔ راه‌آهن، این پروژه از نظر مالی به صرفه نخواهد بود.
حسین مکی در کتاب تاریخ بیست ساله ایران نقل می‌کند که احمدشاه در مورد راه‌آهن گفته است: «راه‌آهنی که به صلاح و صرفه ایران است، از دزداب (زاهدان فعلی) شروع می‌شود و مسیر آن به اصفهان و تهران باشد و از آنجا به اراک و کرمانشاه متصل شود، چنان‌که از زمان داریوش هم راه تجارت هندوستان در آسیا و سواحل مدیترانه همین راه بوده است و برای ایران نهایت صرفه را از لحاظ تجارت خواهد داشت. راه‌آهن عراق به بحر خزر فقط جنبه نظامی و سوق الجیشی دارد و من نمی‌توانم پول ملت را گرفته یا از کشورهای خارج وام گرفته و صرف راه‌آهنی که فقط جنبه نظامی دارد، کنم.» دنیس رایت در کتاب انگلیس‌ها در میان ایرانیان می‌نویسد: «جولیوس دو رویتر از میان جنبه‌های متعدد امتیاز وسیع و همه‌جانبه ای که در سال ۱۸۷۲ از شاه کسب کرده بود، در وهله نخست به راه‌آهنی دل بسته بود که امید داشت بین دریای خزر و خلیج فارس بکشد. دولت بریتانیا عقیده داشت که چنانچه راه‌آهنی بین خلیج فارس و درون ایران موجود نباشد، کمک نظامی بریتانیا به ایران در صورت حمله روسیه از شمال غیرممکن خواهد بود.»
به عقیده مصطفی نوری در سمینار «تاریخ ایجاد خطوط ریلی در ایران» که سال ۱۳۹۷ در محل آرشیو ملی برگزار شد، در مورد تعیین مسیر شمالی -جنوبی راه‌آهن به اندازه کافی بحث شده بود. مسیر غرب به شرق به دو کشور برمی‌خورد که امکان ترانزیت کشور به حمایت آنها بسته می‌شد. اما مسیر شمال به جنوب به دریاهای آزاد دسترسی داشت و امکان وارد کردن تجهیزات (ریل و لوکوموتیو و تجهیزات کارخانجات در حال احداث از اروپا) از طریق دریا را فراهم می‌کرد. انتخاب این مسیر ساخت راه‌آهن را ساده می‌کرد زیرا ریلهایی که از کشورهای اروپایی توسط کشتیها به بندر حمل می‌شدند از طریق همان راه‌آهنی که تابحال تکمیل شده بود به محل نصب خود در پایان خط آهن حمل شده و نصب می‌شدند. به این ترتیب عملیات ساخت بسیار سریعتر بود تا اینکه بخواهند راه‌آهن شرق به غرب بسازند.

## انجام پروژه
در ۲۳ مهر ۱۳۰۶ نخستین کلنگ ساختمان راه‌آهن سراسری در تهران محل کنونی ایستگاه تهران برزمین زده شد و از همان هنگام رسماً ساختمان راه‌آهن از سه نقطهٔ جنوب و مرکز و شمال آغاز شد.
اگرچه پیشینه احداث و بهره‌برداری موفق نخستین راه‌آهن در ایران به دوره قاجار و سال ۱۲۲۷ خورشیدی (۱۸۴۸ میلادی) از رشت به بندر پیربازار و بندر انزلی می‌رسد که بقایای آن همچنان در مسیر رشت به پیربازار با یک لوکوموتیو بخار در محوطه اداره کل بندرها استان گیلان وجود دارد؛ تحقق کامل این آرزوی ملی تا سال ۱۳۰۶ به طول انجامید. قرارداد نقشه‌برداری برای احداث خطوط راه‌آهن با کنسرسیومی متشکل از شرکت آمریکایی یولن و شرکت‌های آلمانی فیلیپ هولتسمان - ویولیوس برگر و زیمنس باواونیون در سال ۱۳۰۶ به بهای هر کیلومتر حداکثر ۳۶۸ تومان بسته شد.
نخستین شرکتی که در کار نقشه‌برداری و ساختمان راه‌آهن سراسری نماینده‌اش را به ایران فرستاد شرکت ساختمانی یولن آمریکا بود. برای اینکه این امر با سرمایهٔ داخلی انجام یابد و از طرفی تحمل هزینهٔ آن برای ملت ایران طاقت‌فرسا نباشد، پیش از آغاز به ساختمان راه‌آهن دولت وقت قانون انحصار قند و شکر و چای را وضع و در نهم خرداد ۱۳۰۴ به تصویب مجلس شورای ملی رسانید. به موجب این قانون مقرر گردید از هر سه کیلو قند و شکر دو ریال، و از هر سه کیلو چای شش ریال مالیات اخذ و درآمد حاصله از آن صرف هزینهٔ ساختمان راه‌آهن سراسری گردد.
از سال ۱۳۰۸ شمسی ۱۹۲۹ کنسرسیومی بین‌المللی با حضور شرکت آمریکایی یولن و چند شرکت آلمانی از جمله بیلفینگر و زیمنس، پروژه را در اختیار گرفتند و بخشی از عملیات ساخت راه‌آهن را آغاز کردند. در سال ۱۳۰۹ ش ۱۹۳۰ و پس از تأخیر در پرداخت هزینه‌ها از سوی ایران، شرکت آمریکایی از ادامهٔ انجام پروژه انصراف داد. در آوریل ۱۹۳۳ ایران قراردادی را با شرکت دانمارکی کمپساکس به امضا رساند. کمپساکس در آن زمان مشغول ساخت‌وساز راه‌آهن در ترکیه بود و رضاشاه توصیهٔ ترکیه در مورد این شرکت را قبول کرد. از طرفی آوردن یک شرکت از یک کشور کوچک هیچ‌گونه خطر سیاسی برای استقلال ایران نداشت. کمپساکس برای اجرای بخش‌های این قرارداد، با ۴۳ شرکت پیمانکاری مختلف از اروپا، ایالات متحدهٔ آمریکا و ایران قرارداد بست. مهندسان کمپساکس عملیات در هر کدام از بخش‌ها را نظارت می‌کردند و عملیات را از دفتر مرکزی تهران هماهنگ می‌کردند. بنابر قرارداد لازم بود کمپساکس خط را تا ماه مهٔ ۱۹۳۹ تکمیل کند. کمپساکس پروژه را زیر بودجه و پیش از موعد مقرر در قرارداد به پایان رساند.
طول این راه‌آهن ۱۳۹۴ کیلومتر بوده و دارای حدود ۲۳۰ تونل و ۴۱۰۰ پل بود. مرتفع‌ترین نقطهٔ این خط‌آهن نیز در غرب اراک است و ارتفاعی معادل ۲۲۰۰ متر بالاتر از سطح دریا دارد.

## سیر انجام پروژه

### دوره اول: تصویب قوانین و شروع امانی
از بهمن ۱۳۰۴ آغاز و تا بهار ۱۳۰۷ قوانین مرتبط با ساخت راه‌آهن سراسری شامل ساخت، مسیر راه‌آهن، روش تأمین مالی، استخدام کارشناسان خارجی و… به‌تصویب مجلس رسید و کار نقشه‌برداری و عملیات اجرایی در سه جبهه شمال، مرکز و جنوب آغاز شد. پروژه در این مرحله با مدیریت وزارت طرق انجام می‌شد اما پیشرفت کند عملیات، دولت و مجلس را به‌صرافت برگزاری مناقصه و سپردن کار به‌شرکت‌های صاحب تجربه‌انداخت.

### دوره دوم: قرارداد با پیمانکاران بزرگ
در ۲۰ فروردین ۱۳۰۷ قانون «اجازه واگذاری نقشه‌برداری مفصل خط راه‌آهن» تصویب و بر اساس آن قراردادهایی برای نقشه‌برداری کل مسیر از دریای کاسپین تا خلیج فارس و ساخت دو قسمت ۱۵۰ کیلومتری در دو انتهای مسیر با سندیکایی متشکل از سه شرکت آلمانی و یک شرکت آمریکایی منعقد شد. نقشه‌برداری انجام شد و ساخت مسیر از بندر ترکمن تا قائم‌شهر در شمال و بندر امام تا اندیمشک در جنوب در حال انجام بود که سیل در خوزستان و آسیب‌دیدگی مسیر ساخته شده به‌وقوع پیوست، شاه به‌شرکت آمریکایی بدگمان شد و نتیجه آن خلع ید شرکت اولن از پروژه و توقف عملیات در جنوب بود. شرکت‌های آلمانی اما کار خود را در شمال به‌سرانجام رساندند.

### دوره سوم: بازگشت به‌روش امانی و تأخیر
وزارت طرق و شوارع با استخدام مهندسان خارجی مجدداً مدیریت اجرا را خود بر عهده گرفت. در جنوب کار به مهندس کارول آمریکایی سپرده شد و در شمال مهندسان سوئدی سیودال و پس از او لیندال مسوولیت را به‌عهده گرفتند. در جنوب ضمن تکمیل کارهای باقی‌مانده تا اندیمشک، ساخت مسیر تا ۵۰کیلومتر بعد از آن در دستور کار قرار گرفت و کارهای ساختمانی در شمال در چند قطعه مابین قائم‌شهر و گدوک آغاز شد اما سرعت کار رضایت شاه را فراهم نمی‌کرد. هفت سال از شروع کار راه‌آهن می‌گذشت و فقط ۴۰۰ کیلومتر از مسیر حدفاصل بندر ترکمن تا شیرگاه در شمال و بندر امام تا اندیمشک در جنوب به‌بهره‌برداری رسیده بود و ۱۰۰۰ کیلومتر مسیر دشوار در البرز و زاگرس هنوز باقی‌مانده مانده بود. در این زمان شرکت مجرب کامپاکس وارد شد و اتفاق مهمی را رقم زد.

### ورود کامپساکس
کنسرسیوم دانمارکی سوئدی کامپساکس مشغول ساخت خط‌آهنی ۱۰۰۰ کیلومتری در ترکیه بود. یورگن ساکسیلد برای انجام مذاکرات نهایی در دوم فروردین ۱۳۱۲ به‌تهران وارد شد و مذاکراتی را با رجب‌علی منصور وزیر طرق آغاز کرد. ایران سه شرط برای واگذاری پروژه گذاشت:
۱. اجرای مسیر باقی‌مانده شمال در حدود ۳۲۰ کیلومتر تا تهران طی چهار سال
۲. اجرای خط جنوب از تهران تا اندیمشک به‌طول حدود ۶۷۵ کیلومتر طی شش سال
۳. قبول جریمه دیرکرد در انجام پروژه به‌میزان ۷۵۰۰۰ ریال به‌ازای هر هفته تأخیر
دو طرف واقف بودند که طی هفت سال گذشته تنها ۴۰۰ کیلومتر از مسیر آن‌هم در بخش آسان آن تکمیل شده و گذاشتن شرط زمانی شش ساله برای ساخت هزار کیلومتر راه‌آهن که مستلزم گذر از دو رشته کوه البرز و زاگرس بود خواسته‌ای بلندپروازانه است. با امضای قرارداد در اول اردیبهشت ۱۳۱۲ کار کامپساکس آغاز شد. نیروهای شرکت به‌تهران و کپنهاگ فراخوانده و دفاتر پروژه در این دو شهر فعال شدند. کار تحویل قطعات در دست ساخت در شمال و جنوب به همراه پیمانکاران فعال به‌کامپساکس انجام شد و همزمان کارهای طراحی فنی و انجام مقدمات برگزاری مناقصه‌های کلان برای انجام خرید اقلام مورد نیاز و واگذاری کار به‌پیمانکاران در حال انجام بود.

#### شیوه عمل کامپساکس
۱. تشکیل سازمان اداری بسیار کارآمد که علاوه بر ارتباط دقیق با کارفرما، مدیریت متمرکز خود را از دفتر مرکزی در طول ۱۰۰۰ کیلومتر پروژه با قدرت اعمال می‌کرد.
۲. تقسیم ۱۰۰۰ کیلومتر باقیمانده به۴۴ بخش مجزا برای کاهش زمان ساخت و احاطه به‌پروژه
۳. استفاده از شرکت‌های پیمانکاری بزرگ به‌جای پیمانکاران جزء
۴. ایجاد شبکه بهداشتی متشکل از بیمارستان‌های مرکزی و درمانگاه‌های وابسته در طول مسیر و گشت‌های مجهز به‌آمبولانس و نیروی امداد در طول مسیر.

## افتتاح

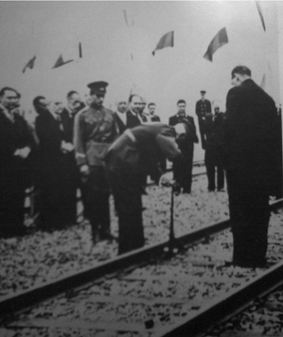
رضاشاه پهلوی درحال سفت‌کردن آخرین پیچ راه‌آهن سراسری در ایستگاه سفیدچشمه اراک

راه‌آهن سراسری ایران در سال ۱۳۱۴ بهره‌برداری شد و علی منصور، وزیر راه و شهرسازی وقت، در دوازدهم مرداد ۱۳۱۴ لایحه‌ای برای تشکیل مؤسسه راه‌آهن دولتی کشور به تصویب مجلس شورای ملی رساند تا از یکم مهر ۱۳۱۴ «نگاهداری و به کار انداختن همه اموال و اثاثیه و ابنیه و وسایل‌نقلیه و ساختمان‌های فنی متعلق به خطوط آهن و کشتیرانی دریاچه ارومیه» را به‌عهده بگیرد. ساخت راه‌آهن سراسری ایران در چهارم شهریورماه ۱۳۱۷ به‌پایان رسیده و دو خط شمال و جنوب در ایستگاه راه‌آهن سفیدچشمه اراک در استان مرکزی به یکدیگر متصل و در این روز این راه‌آهن با تشریفات خاصی در این استان رسماً به بهره‌برداری رسید. نخستین قطار راه‌آهن نوین در ایران در دوران رضاشاه پهلوی از شاهی (قائم‌شهر کنونی) تا بندر شاه (بندرترکمن امروزی) در سال ۱۳۰۸ حرکت کرد.

## اشغال ایران در جنگ دوم جهانی و استفاده از راه‌آهن
اشغال ایران در جنگ جهانی دوم
این تهاجم دو ماه پس از تهاجم دول محور به اتحاد جماهیر شوروی صورت گرفت. هدف استراتژیک تهاجم تضمین امنیت خطوط تدارکات متفقین به اتحاد جماهیر شوروی بود (به کریدور پارسی مراجعه کنید)، امنیت میدان‌های نفتی ایران، محدود کردن نفوذ آلمان در ایران (رضاشاه از آلمان برای خنثی کردن حوزه نفوذ بریتانیا و شوروی بر ایران استفاده کرده بود). پس از تهاجم، رضاشاه در ۱۶ سپتامبر ۱۹۴۱ از سلطنت کناره‌گیری کرد و به تبعید رفت و پسر خردسالش محمدرضا پهلوی جایگزین او شد. ایران تا سال ۱۹۴۶ تحت اشغال بریتانیا و شوروی باقی ماند.
در سال ۱۹۴۳، ۳۰۰۰۰ آمریکایی به راه اندازی کریدور پارس کمک کردند و ۲۶ تا ۳۴ درصد از تدارکات ارسال شده به اتحاد جماهیر شوروی بر اساس قانون لند-اجاره از طریق ایران ارسال شد. آمریکایی‌ها همچنین با تأیید اینکه به استقلال ایران احترام می‌گذارند، ترس ایران از استعمار این دو قدرت را کاهش دادند. ایالات متحده همچنین کمک‌های Lend-Lease را به ایران تعمیم داد و شروع به آموزش ارتش ایران کرد. آرتور میلسپو وزیر دارایی ایران شد، اما با مخالفت‌های زیادی مواجه شد که سعی در هدایت امور مالی ایران داشتند.

## پس از جنگ جهانی دوم
راه‌آهن در سال ۱۹۶۱ از بندر شاه به گرگان گسترش یافت. در سال ۲۰۱۴ اتصال راه‌آهن قزاقستان-ترکمنستان-ایران که بخشی از راه‌گذر بین‌المللی شمال–جنوب، تکمیل و عملیاتی شد، که قزاقستان و ترکمنستان را به ایران مرتبط کرد، و خط آهن جدیدی گرگان را به قزل‌اترک در ترکمنستان متصل کرد. خطوط آهن کشورهای شوروی سابق از ریل‌های روسی ۱٬۵۲۰ mm (4 ft 11 27⁄32 in) استفاده می‌کنند که راه‌آهن ایران را مجبور می‌کند در مرز با ترکمنستان از خدمات تغییر ریل نیاز دارند.

## ثبت در فهرست میراث جهانی یونسکو

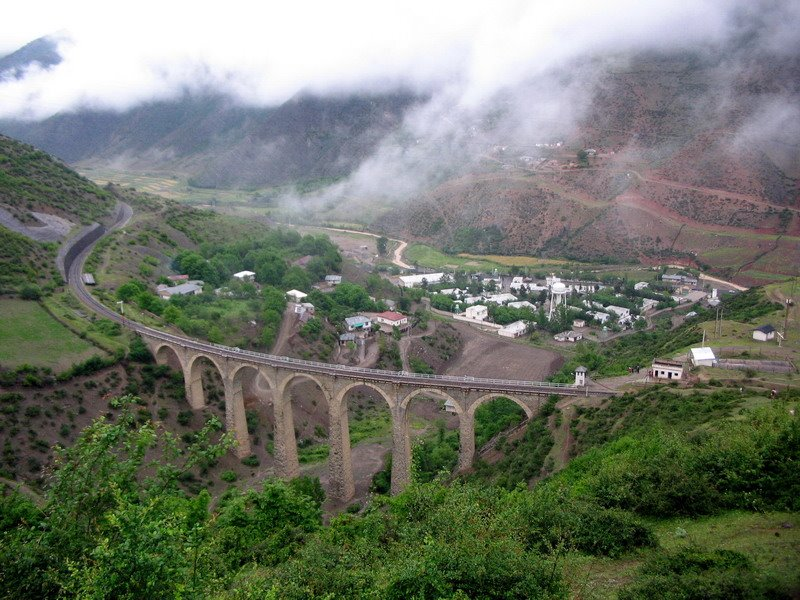
پل ریلی کلانتری در شهرستان سوادکوه

ایران در سال ۱۳۹۶ پرونده ثبت راه‌آهن سراسری را به یونسکو تحویل داد. در آن زمان کارشناسان یونسکو نظرات و اصلاحاتی را روی این پرونده وارد کردند. این پرونده در سال ۲۰۱۹ در کمیته میراث جهانی یونسکو بررسی و با نظر اصلاحی کارشناسان، برگشت داده شد و یک سهمیه ایران برای ثبت آثار در فهرست میراث جهانی یونسکو از دست رفت. پرونده راه‌آهن قرار بود پس از اصلاح در اجلاس سال ۲۰۲۰ دوباره بررسی شود که با دنیاگیری ویروس کرونا این اجلاس به سال ۲۰۲۱ موکول شد. سرانجام در چهل و چهارمین اجلاس کمیته میراث جهانی یونسکو که مرداد ۱۴۰۰ به صورت مجازی در شهر فوجوی کشور چین برگزار شد، پس از اعمال اصلاحاتی و شفاف‌سازی برخی بندهای این پرونده، راه‌آهن ایران در فهرست آثار جهانی یونسکو ثبت شد. ایران در سال ۲۰۲۱ با دو پرونده راه‌آهن سراسری و روستاهای اورامانات (در استان کردستان) در کمیته میراث جهانی یونسکو شرکت کرده بود که درنهایت راه‌آهن سراسری ایران، بررسی و باوجود ایرادهای کارشناسان ایکوموس (شورای بین‌المللی بناها و محوطه‌ها)، به‌عنوان بیست و پنجمین اثر میراث فرهنگی ملموس ایران در فهرست جهانی یونسکو ثبت شد. این اثر طولانی‌ترین راه‌آهن ثبت شده در فهرست میراث جهانی یونسکو، نخستین اثر میراث صنعتی ایران در این فهرست و بیست و پنجمین اثر ثبت‌شده از ایران در این فهرست جهانی است.
برپایه گزارش یونسکو، راه‌آهن ۱۳۹۴ کیلومتری شمال-جنوب که ساخت آن در سال ۱۹۲۷ آغاز و در سال ۱۹۳۸ (۲۷ مرداد ۱۳۱۷) تکمیل شد، یک همکاری موفق میان دولت وقت ایران و ۴۳ پیمانکار و شرکت از کشورهای گوناگون بود. به‌گفته یونسکو، گستره و مهندسی این پروژه با سختی‌های خاص، به‌ویژه مناطق کوهستانی قابل توجه است، چراکه در این مسیر ۱۷۴ پل بزرگ، ۱۸۶ پل کوچک و ۲۲۴ تونل وجود دارد و دولت وقت ایران به جای استقراض یا تحویل کنترل پروژه به خارجی‌ها، از راه درآمدهای مالیاتی این پروژه را به سرانجام رساند. این راه‌آهن که دریای خزر را به مناطق جنوب‌غربی کشور در خلیج فارس وصل می‌کند، در مسیر خود از دو منطقه کوهستانی بزرگ گذشته و از روی پل‌ها، رودها، بلندی‌ها، جنگل‌ها و دشت‌ها عبور می‌کند که در مسیر آن چهار اقلیم مختلف آب‌وهوایی وجود دارد. مسیر راه‌آهن سراسری ایران نه‌تنها از حیث تکنیک و کیفیت ساخت، بلکه از بعد گردشگری و برخورداری از مناظر و جاذبه‌های طبیعی ویژه در جهان حائز اهمیت است و به همین دلیل، یونسکو در اجلاس چین به جهانی‌شدن این مسیر مملو از جاذبه‌های طبیعی، بناها و پل‌ها و ایستگاه‌ها و تأسیسات و حتی لوکوموتیوهای تاریخی رای داد.
وب سایت سی ان ان تراول راه آهن ایران را یکی از بزرگترین شاهکارهای مهندسی قرن بیستم می داند و به برخی از مشکلات در هنگام ساخت آن اینگونه اشاره می کند: «گذشتن از دو رشته کوه بزرگ تنها نیاز به شیب های تند نداشت. برای ارتفاع گرفتن به کمک تونل های مارپیچی و جهش های بزرگ از روی دره ها در مناطقی به شدت گرم که برای ساخت راه آهن مناسب نبودند نیاز به نبوغ مهندسی بود. برای تکمیل راه، مهندسین باید بر دشواری های زمین شناسی و مهندسی بسیاری چیره می شدند. تونلی در میانه ساخت رها می شد زیرا رسوبات نمک و گچ در آن یافت شده بود و باید راه تازه ای جستجو می شد در حالیکه ساخت تونل دیگری از میان سنگهای آتشفشانی میسر نبود چرا که نه امکان انفجار در آن بود و نه امکان کندن با بیل و کلنگ. تونل دیگری در زیر کوه با حفره یزرگی مواجه شد، مشکلی که با ساخت یک پل در داخل تونل حل شد.»

## ایستگاه‌ها در زمان تأسیس
- ایستگاه راه‌آهن بندر امام خمینی یا شاهپور سابق
- ایستگاه راه‌آهن اهواز
- ایستگاه راه‌آهن اندیمشک
- ایستگاه راه‌آهن دورود
- ایستگاه راه‌آهن فوزیه (فرعی)
- ایستگاه راه‌آهن اراک
- ایستگاه راه‌آهن قم
- ایستگاه راه‌آهن تهران
- ایستگاه راه‌آهن گرمسار
- ایستگاه راه‌آهن پل سفید
- ایستگاه راه‌آهن ساری
- ایستگاه راه‌آهن شاهی
- ایستگاه راه‌آهن بندر ترکمن یا بندر شاه سابق